# Unfallverhütungsbericht Straßenverkehr
Dieser Artikel wurde auf der  Qualitätssicherungsseite des Portals Transport und Verkehr eingetragen.
Bitte hilf mit, ihn zu verbessern, und beteilige dich an der Diskussion. (+)
Der Unfallverhütungsbericht Straßenverkehr (UVB) berichtet über die Umsetzung der in den Verkehrssicherheitsprogrammen des Bundesministeriums für Verkehr, Bau und Stadtentwicklung (BMVBS) angekündigten Verkehrssicherheitsmaßnahmen.

## Geschichte
Anfang der 1970er Jahre erreichte die Anzahl der im deutschen Straßenverkehr getöteten Verkehrsteilnehmer mit rund 20.000 Unfallopfern einen Höchststand. Daraufhin ersuchte der Deutsche Bundestag die Bundesregierung, regelmäßig einen Bericht zur Entwicklung des Unfallgeschehens sowie über eingeleitete Maßnahmen zur Erhöhung der Verkehrssicherheit vorzulegen. Dieser so genannte Unfallverhütungsbericht Straßenverkehr (UVB) wurde in den 1970er Jahren etabliert. Er basierte zunächst auf dem Verkehrssicherheitsprogramm „Mehr Sicherheit auf unseren Straßen - Der Mensch hat Vorfahrt“ aus dem Jahr 1973.
Das zweite Programm aus dem Jahr 1984 sowie der entsprechende UVB thematisierten erstmals vor allem die Eigen- und Mitverantwortung aller Verkehrsteilnehmer. Das Programm „Besser sicher – Sicher besser: 10 Punkte für mehr Sicherheit im Straßenverkehr“ aus dem Jahr 1999 und daran anschließend das „Programm für mehr Sicherheit im Straßenverkehr“ aus dem Jahr 2001 prägten seitdem die Verkehrssicherheitsarbeit in Deutschland. Der UVB orientiert sich gegenwärtig in seiner Gliederung an den Prioritäten des aktuellen Programms und dient vor allem dazu, die geplanten mit den tatsächlich durchgeführten Umsetzungsschritten abzugleichen, um bei Bedarf notwendige Anpassungen vornehmen zu können.
Alle vier Jahre wird zusätzlich eine Übersicht über den Stand und die Entwicklung des Rettungswesens in Deutschland beigefügt. Der UVB berichtet über das Unfallgeschehen in Deutschland, stellt die verkehrssicherheitspolitischen Planungen und Entscheidungen des Berichtszeitraums dar und gibt einen Überblick über entsprechende Themen auf internationaler Ebene. Rückblickend für den Berichtszeitraum werden die begonnenen oder abgeschlossenen Verkehrssicherheitsmaßnahmen dargestellt und ein Ausblick darauf gegeben, welche weiteren Schritte zur Umsetzung noch ausstehen. Außerdem werden in einem separaten Kapitel zukünftige Maßnahmen vorgestellt.
Darüber hinaus berichtet der UVB über die Kooperationen zwischen verschiedenen Entscheidungsträgern und Handlungsebenen (Bund, Länder, Gemeinden, nichtstaatliche Organisationen, Bürger). Der Leser erhält so die Möglichkeit, zu prüfen, wie die Verkehrssicherheitsarbeit auf Bundesebene durchgeführt wird, welche Verantwortlichkeiten bestehen sowie welche Schwerpunkte und Strategien hierbei verfolgt werden.
Der Bericht erscheint als Bundestagsdrucksache in zweijährigem Abstand und ist in jüngerer Zeit auch über das Internetportal des BMVBS abrufbar. Der letzte UVB wurde im September 2010 unter der Bundestagsdrucksache 17/2905 veröffentlicht.